# Chula (Bahia)
A chula é uma dança e gênero musical do Recôncavo Baiano, especialmente na cidade de Santo Amaro da Purificação e cercanias. O ritmo é parte da cultura afro-brasileira.
Nas festas populares a dança é bastante apreciada e envolve os observadores com seus passos curtos e movimentos cíclicos. É uma vertente do samba de roda: da língua quimbundo, de Angola, veio do termo "semba" declinando para samba.
Os artistas, cantores e compositores Jorge Portugal e Roberto Mendes, parceiros nos Festivais de Músicas da MPB na década de 1980 da Rede Globo de Televisão e Raimundo Sodré, dentre outros, são os maiores divulgadores da cultura rítmica santo amarense. A canção "A Massa" composta por Sodré e Portugal, cantada por Sodré, conquistou o público brasileiro e internacional.